# Merina
Merina zvani i Antimerina, Imerina, ili Hova, najbrojniji narod na Madagaskaru, rasprostranjen na središnjoj visoravni. Broji oko 5 000 000 pripadnika.
Na Madagaskar su došli s Bornea u 1. stoljeću pr. Kr. što je prije svega vidljivo po njihovom malgaškom jeziku koji je nasličniji jugoistočnim barito jezicima, ali i po izgledu, kulturi, načinu prehrane itd. Merine izgledaju više azijatski nego afrički, zbog ravne kose, svjetlije kože (od tamnosmeđe do žute) i sitnije građe tijela. Ipak su i oni doživjeli velika rasna miješanja tijekom 2 000 godina na Madagaskaru, sa stanovništvom iz Afrike, Arapima i u posljednjih 300 godina Europljanima.
Merine i danas pretežno žive na selu i bave se poljoprivredom, ali veliki dio njih spada u najobrazovaniji dio Malgaša i društvenu elitu iz koje proistječu ravnatelji, upravni službenici itd.
Krajem 18. stoljeća njihovo kraljevstvo uspjelo je steći prevlast nad većinom Madagaskara, a dokinuli su ju Francuzi koji su od 1895. do 1896. zavladali nad otokom i ukinuli monarhiju 1897. godine.

## Kraljevstvo Merina
Po svojoj usmenoj predaji Merine su na početku 16. stoljeća na malgaškoj središnjoj visoravni imali svoju državu, na čelu s kraljem Andriamanelom. Do 1824. godine njihovi vladari uspjeli su osvojiti gotovo cijeli Madagaskar, u čemu su osobito bili uspješni Andrianampoinimerina (oko 1785. – 1810.) i sin mu Radama I. (1792. – 1828.). Radama I. je uspio pomoću svojih veza s Britancima s otoka Mauricijusa znatno osuvremeniti državu, izgradnjom škola i uspostavom suvremene vojske. No, mir i stabilnost Kraljevstva Merina nisu bili duga vijeka, pošto su Francuzi nastojali na sve načine kolonizirati Madagaskar. Stoga su isprovocirali prvi Francusko-malgaški rat. Na kraju tog sukoba Kraljevstvo Merina moralo je ustupiti Francuzima Antsirananu (Diego Suarez) na sjevernoj obali i platiti 560 000 zlatnih franaka odštete nasljednicima Josepha-François Lamberta, koji je bio dobio povlašteni ugovor o trgovini od kralja Radame II. Ugovor je kasnije bio opozvan. Budućnost otoka ipak se nije odlučivala na ratištima u zemlji već u Europi, u visokim diplomatskim krugovima. Oni su odlučili da Velikoj Britaniji pripadne sultanat Zanzibar, zauzvrat je Velika Britanija prepustila svoja prava na Helgoland Njemačkoj i odrekla se svih pretenzija prema Madagaskaru u korist Francuske. Taj sporazum značio je kraj malgaške neovisnosti.
Francuzi su 1895. godine uputili na Madagaskar svoj istraživački odred koji se iskrcao u Mahajangi i nastavio napredovati prema Antananarivu koritom rijeke Betsiboke do glavnog grada, iznenadivši branitelje koji su očekivali napad s bliže istočne obale. Nakon toga je francuski parlament 1896. izglasovao zaposjednuće Madagaskara, što je bio kraj 103 godine starog kraljevstva koje je skončalo progonstvom kraljice Ranavalone III. i njezina predsjednika vlade Rainilaiarivonija u Alžir.

### Društvena struktura
Merine su u osnovi bili podijeljeni u dvije glavne kaste; u Hove (obične ljude) i Andriane (plemstvo). Ova podjela seže do kralja Ralamba, koji je živio krajem 16. stoljeća. Treća skupina, Mainti, zapravo nije bila iz redova Merina već iz drugih naroda. Iz redova Andriana novačili su se vladari, iz redova Hova kraljevi savjetnici, a iz redova Maintija kraljeva garda.
U 19. stoljeću došlo je do promjena. Hove su uspjele smijeniti Andriane na vrhu, a Maini su postupno izgubili moć u borbi s novom kastom Andevo. Novu kastu činili su robovi koje su Merine prikupljali u pljačkaškim pohodima na obalne zemlje. Kad su Francuzi stekli nadzor nad Madagaskarom, stvorili su novu klasu Hovavao ili Nove Hove (Nouveaux Hova), od oslobođenih afričkih crnačkih robova (pretežno iz Mozambika).
Društvena struktura naroda Merina bila je snažno hijerarhijska, s gotovo isključivo endogamskim brakovima. Sela su ipak uspjela na neki način živjeti puno svojstvenije demokraciji, svojim institutom zvanim fokonolona koji im je davao autonomiju da zajednički upravljaju društvenim životom svoje zajednice na temelju obiteljskih odnosa.

## Kultura

### Religija, mitovi i vjerovanja
Merine su većinom kršćani ali i animisti, zapravo većina njih vjeruje u neku simbiozu između ta dva vjerovanja. U usmenoj predaji Merina važno mjesto ima mit o Vazimbama za koje se drži da su bili izvorni stanovnici Madagaskara, potomci kolonista iz jugoistočne Azije tj. pomorci koji su morali biti po njihovu vjerovanju patuljastog rasta. Neki Malgaši vjeruju da Vazimbe nisu bili ljudska bića, nego nadnaravni stvorovi magičnih moći (mahery).
Merine vjeruju da je njihova zemlja tanin'drazana (zemlja njihovih predaka) i osobito iskazuju štovanje prema svojim precima koje pokapaju u grobnice u mjestu iz kojeg su potekli. Mnogi od njih vjeruju da preci mogu intervenirati u zbivanjima na Zemlji, bilo dobra ili loša. Obrezuju dječake u prvih sedam godina života, taj običaj se vrši u obitelji pri čemu se zaziva blagoslov i zaštita od predaka.

### Kuhinja
U kuhinji Merina dominiraju jela od riže, tako da i riječ za jelo prevedena znači jesti rižu. Riža se smatra svetom (Masina), tako da oni drže da hranjenje rižom ključem moralnog ponašanja. Govedina također igra veliku ulogu u prehrani, a prema usmenoj predaji počeli su ju jesti kad je sluga kralja Ralamba to preporučio kralju koji je to prenio na svoje podanike.

### Glazba
Tipična glazbala narodne glazbe Merina su lokanga (neka vrsta violine), valiha (nalik na harfu) i nekoliko vrsta bubnjeva. Njima prate poetske tekstove znane kao hainteni, jedan književni žanr malajsko-polinezijskog podrijetla.

## Vanjske poveznice
- Narod Merina  Arhivirana inačica izvorne stranice od 10. svibnja 2012. (Wayback Machine)
- Narod Merina na internetskim stranicama enciklopedije Britannice